# Cerma albipuncta
Cerma albipuncta là một loài bướm đêm trong họ Noctuidae.